# Vrbovac (Daruvar)
Pour les articles homonymes, voir Vrbovac.
Vrbovac est un village appartenant à la municipalité de Daruvar et située dans le comitat de Bjelovar-Bilogora en Croatie. En 2021, le village compte 521 habitants.